# Openbaar vervoer in Venlo

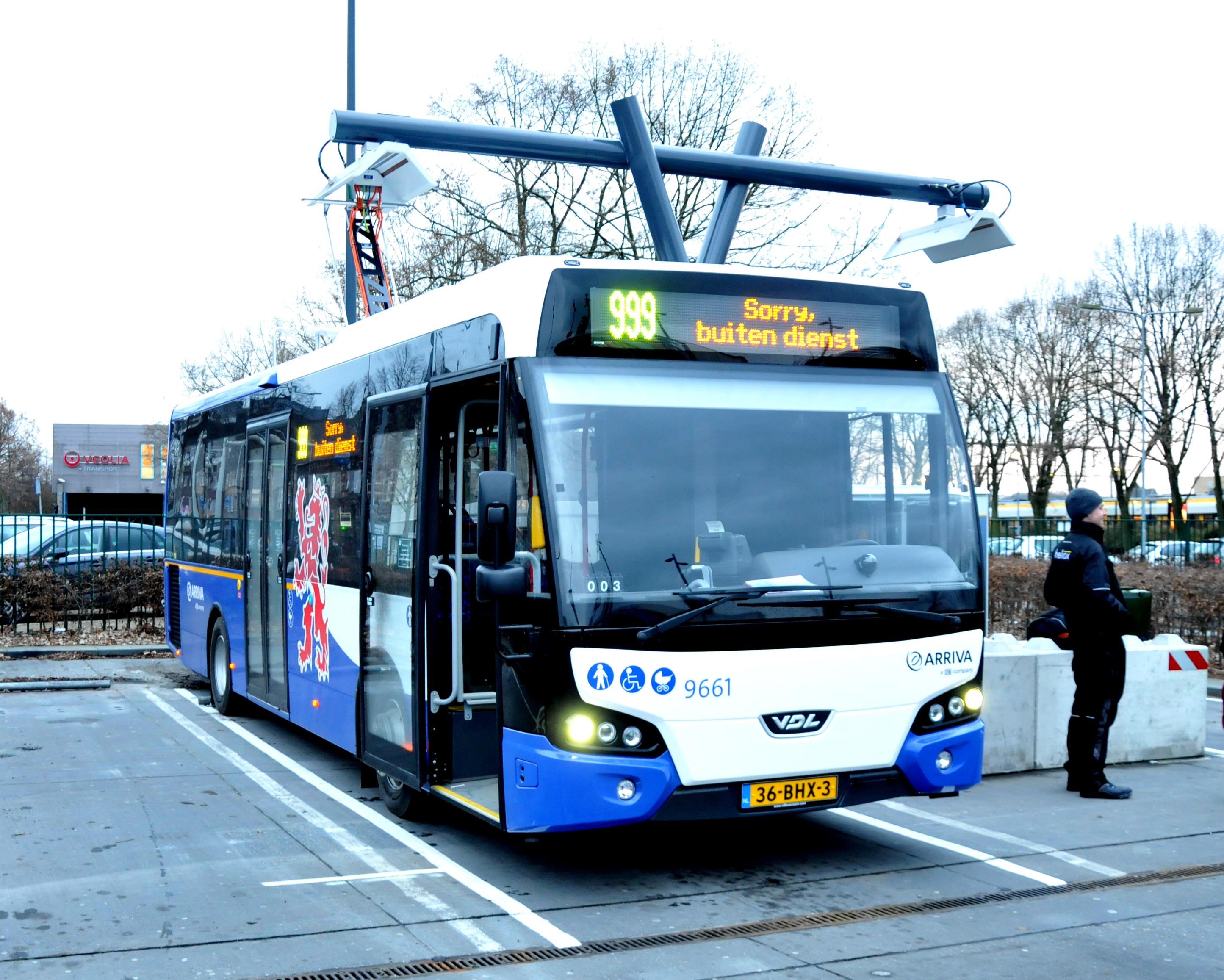
Laadstation voor elektrische bussen.

Het openbaar vervoer in Venlo bestaat uit treinverbindingen van de Nederlandse Spoorwegen, Arriva en eurobahn, alsmede busvervoer met stads- en streekbussen van Arriva en een streekbussen van NIAG en Look richting Duitsland. Venlo is ook aangesloten op een Duitse belbus naar Straelen uitgevoerd door de Versorgungs- und Verkehrsbetrieb der Stadt Straelen (VVS). De gemeente Venlo beschikt over drie stations: Venlo, Blerick en Tegelen.
Vanaf het centraal station vertrekken treinen in richting Eindhoven, Roermond, Nijmegen en Hamm. De intercity naar Schiphol Airport/Dordrecht rijdt tot en met Deurne als sprinter. Daarna rijdt deze trein verder als intercity.
Het centraal station in Venlo vormt het primaire knooppunt van openbaar vervoer in Venlo en omgeving en is tevens een knooppunt voor het streekvervoer in Noord-Limburg.
Vanaf het busstation vertrekken stads- en streekbussen naar verschillende wijken van de stad en plaatsen in de omgeving alsook naar Nijmegen, Roermond, Weert, Venray, Kerken en Neukirchen-Vluyn.
Bij het centraal station is een bewaakte fietsenstalling en een onbewaakte fietsenstalling. Verder is er een (betaalde) parkeermogelijkheid voor auto's en vertrekken er taxi's vanaf het stationsplein.
In 2016 werd op het busstation een laadstation voor het snelladen van drie elektrische bussen geplaatst.

## Treinverbindingen
De volgende treinseries halteren in de dienstregeling 2025 te Venlo:
| Serie       | Treinsoort                  | Route | Bijzonderheden |
| ----------- | --------------------------- | --- | --- |
| 3500        | Intercity (NS)              | Dordrecht – Rotterdam Centraal – Schiedam Centrum – Delft – Den Haag HS – Leiden Centraal – Schiphol Airport – Amsterdam Zuid – Utrecht Centraal – 's-Hertogenbosch – Eindhoven Centraal – Helmond – Blerick – Venlo | Rijdt na circa 22:30, op zaterdagochtend tot circa 9:00 en op zondagochtend tot circa 10:00 niet tussen Dordrecht en Utrecht Centraal v.v. |
| 20050 RE 13 | Regional-Express (Eurobahn) | Venlo – Mönchengladbach Hbf – Neuss Hbf – Düsseldorf Hbf – Wuppertal Hbf – Hagen Hbf – Hamm (Westf) | Maas-Wupper-Express |
| 32200 RS 11 | Stoptrein (Arriva)          | Nijmegen – Venray – Blerick – Venlo – Tegelen – Roermond | |
| 32300 RS 11 | Stoptrein (Arriva)          | Nijmegen – Venray – Blerick – Venlo | Rijdt niet 's avonds en in het weekend. De laatste drie ritten vanaf Nijmegen gaan tot Venlo.                                              |

## Busverbindingen
| Lijn                                                               | Route | Vervoerbedrijf            | Opmerkingen                                                |
| Stadsdienst Venlo/Blerick                                          | Stadsdienst Venlo/Blerick | Stadsdienst Venlo/Blerick | Stadsdienst Venlo/Blerick                                  |
| ------------------------------------------------------------------ | --- | ------------------------- | ---------------------------------------------------------- |
| 1                                                                  | Venlo - Tegelen - Nettetal Kaldenkirchen | Arriva                    | Rijdt in het weekend niet van/naar Nettetal                |
| 2                                                                  | Station Venlo - Blerick Klingerberg | Arriva                    |                                                            |
| 3                                                                  | Station Venlo - Blerick Vossener | Arriva                    |                                                            |
| 4                                                                  | Station Venlo → Stalberg → Veegtes → Station | Arriva                    | Ringlijn in één richting, tegengesteld aan lijn 5          |
| 5                                                                  | Station Venlo → Veegtes → Stalberg → Station | Arriva                    | Ringlijn in één richting, tegengesteld aan lijn 4          |
| Arriva Vlinder Venlo/Blerick (rijdt alleen 's avonds en op zondag) | |                           |                                                            |
| 811                                                                | Station Venlo → Vogelhut → Stalberg → Tichelarie → Centrum → Hagerbroek → Ziekenhuis → Station Tegelen → Heide → Blerick Centrum → Klingerberg → Vossener → Station Venlo      | Arriva                    |                                                            |
| Streeklijnen                                                       | |                           |                                                            |
| 29                                                                 | Venlo - Herongen - Vluyn | NIAG                      | Rijdt niet 's avonds en op zondag                          |
| 66                                                                 | Venlo - Tegelen - Belfeld - Reuver - Beesel - Swalmen - Roermond | Arriva                    |                                                            |
| 70                                                                 | Venlo - Blerick - Maasbree - Helden - Panningen - Beringe - Meijel - Ospeldijk - Ospel - Nederweert - Weert                                                                    | Arriva                    |                                                            |
| 72                                                                 | Roermond - Baexem - Heythuysen - Roggel - Egchelheide - Egchel - Helden - Panningen - Maasbree - Venlo                                                                         | Arriva                    |                                                            |
| 77                                                                 | Roermond - Horn - Haelen - Nunhem - Neer - Kessel - Baarlo - Hout-Blerick - Venlo                                                                                              | Arriva                    |                                                            |
| 83                                                                 | Nijmegen - Malden - Molenhoek - Mook - Plasmolen - Milsbeek - Ottersum - Gennep - Heijen - Afferden - Nieuw Bergen - Aijen - Well - Wellerlooi - Arcen - Lomm - Velden - Venlo | Arriva x Breng (Hermes)   |                                                            |
| 86                                                                 | Horst - Brightlands Greenport Venlo - Blerick - Venlo | Arriva                    | Rijdt niet 's avonds en in het weekend                     |
| 87                                                                 | Venlo - Blerick - Sevenum - Horst - Castenray - Leunen - Venray | Arriva                    |                                                            |
| 88                                                                 | Venray - Oostrum - Wanssum - Meerlo - Tienray - Swolgen - Broekhuizenvorst - Broekhuizen - Lottum - Grubbenvorst - Blerick - Venlo                                             | Arriva                    |                                                            |
| 89                                                                 | Venray - Horst (- Melderslo - Lottum - Grubbenvorst - Blerick - Venlo) | Arriva                    | Het traject Horst - Venlo wordt alleen in de spits bediend |
| SB42                                                               | Kerken - Eyll - Ortsmitte - Wankum - Herongen - Venlo | Look                      |                                                            |
| Scholierenlijnen                                                   | |                           |                                                            |
| 683                                                                | Well → Wellerlooi → Arcen → Lomm → Velden → Venlo | Arriva                    |                                                            |
| 687                                                                | Horst → Sevenum → Heierhoeve → Blerick → Venlo | Arriva                    |                                                            |
| AnrufSammelTaxi (flexnet)                                          | |                           |                                                            |
|                                                                    | Venlo - Straelen | Look                      |                                                            |